# Князі Брянські
Брянське князівство виникло в 1246 році після розпаду Чернігівського князівства в результаті монголо-татарської навали. У 1246 році Роман Михайлович Старий переніс чернігівський престол до Брянська. Князівство перестало існувати в 1430 році.
- Роман Михайлович Старий (1246–1288)
- Олег Романович (1288–1290/1307)
- Святослав Глібович Смоленський (1309–1310)
- Василь Олександрович Смоленський (1309–1314)
- Гліб Святославович Смоленський (1310–1340)
- Дмитро Олександрович Смоленський (1314–після 1340)
- Смоленський Дмитро Романович (1340–?)

- Димитр Старший з Ольгердовиць (1356–1379)

- Міхал Зигмунтович (1440–1448)